# Adelonetria dubiosa
Adelonetria dubiosa là một loài nhện trong họ Linyphiidae. Loài này được phát hiện ở Chile.